# Künstlerhaus

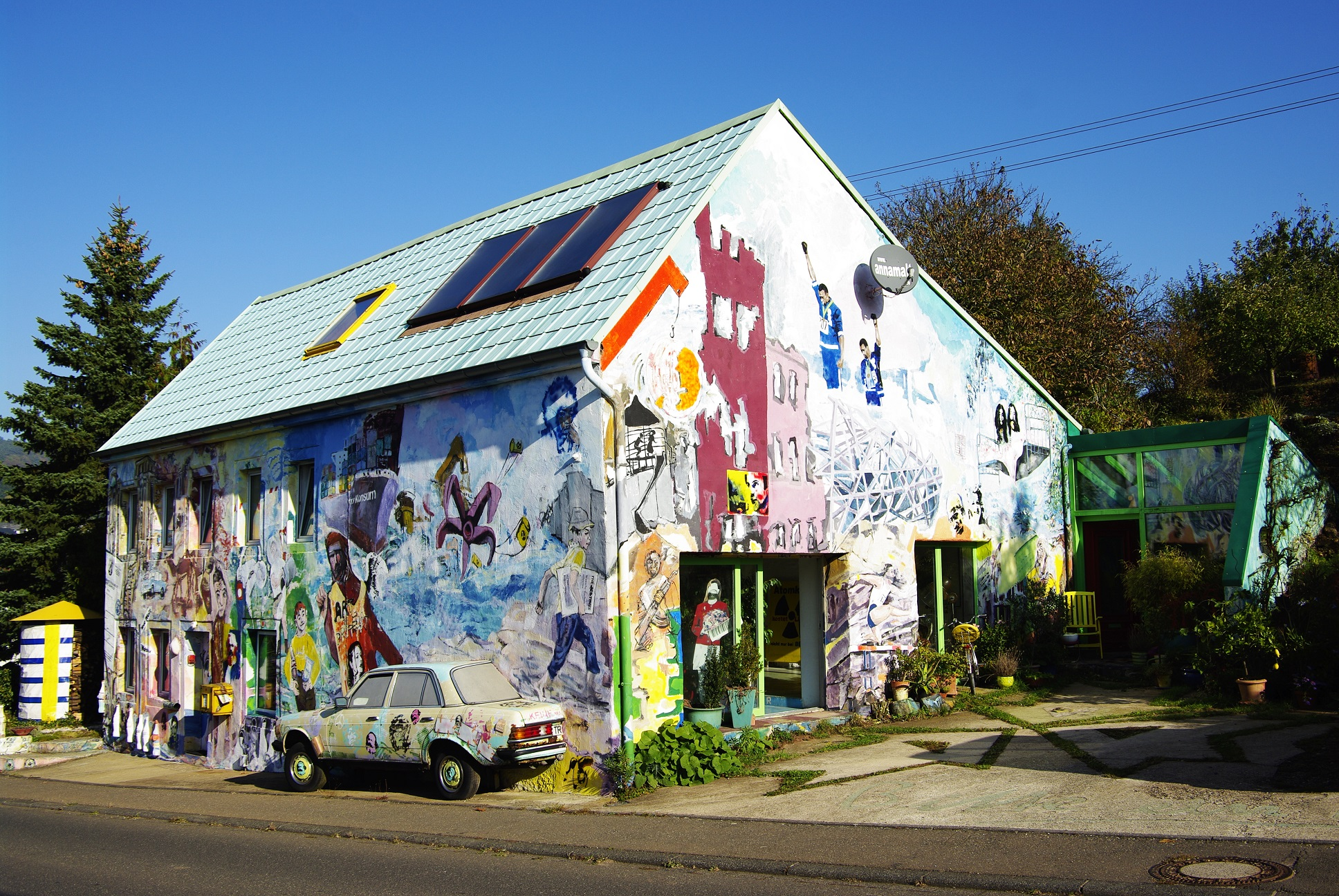
Künstlerhaus Föhren/Rheinland-Pfalz (2024)

Künstlerhaus ist im Deutschen eine Bezeichnung mit fünf unterschiedlichen Bedeutungsschwerpunkten, teils in Mischformen, und setzt das Vorhandensein eines oder mehrerer atelierartiger Räume oder Werkstätten voraus.

## Definitionsvarianten
Unter einem Künstlerhaus versteht man:

- ein Bauwerk, welches sowohl Wohnräume als auch ein Atelier oder eine Werkstatt umfasst und durch den Künstler oder Architekten selber oder für ihn errichtet wurde (vgl. Rubenshaus oder Palazzo Zuccari)[1],
- das Geburts-, Eltern- oder Wohnhaus/Residenz mit Atelier eines Künstlers und oft zugleich seine Hauptwirkungsstätte während eines bedeutenden Lebensabschnittes (Max Liebermanns Atelier im Palais Liebermann neben dem Brandenburger Tor in Berlin oder auch seine Sommervilla am Wannsee; Albrecht-Dürer-Haus in Nürnberg; Lenbachhaus in München; Münterhaus in Murnau; Claude Monets Domizil in Giverny),
- ein Gebäude oder zusammenliegende Baukörper mit einer Anzahl von Ateliers/Werkstätten, die meist von einer Vielzahl von Künstlern privat angemietet werden (Bateau-Lavoir, in dem Picasso in seinen frühen Pariser Jahren tätig war; La Ruche in Paris),
- zahlreiche im deutschsprachigen Raum als Künstlerhaus bezeichnete Einrichtungen/Gebäude, teilweise auch mehrere solcher Einrichtungen bzw. Gebäude in derselben Stadt in unterschiedlicher Trägerschaft, z. B. durch Vereine oder Stiftungen: diese Gebäude dienen als Arbeits- und Begegnungsstätte für Kulturschaffende in den Bereichen wie Bildende Kunst und Kunsthandwerk, Literatur und Musik, teils Darstellende Kunst und sind mit Ateliers, Werkstätten und Kommunikationsräumen unterschiedlichster Art und zuweilen mit Gästewohnungen für begrenzte Künstleraufenthalte ausgestattet. Solche Häuser öffnen sich meist gezielt der umgebenden Wohnbevölkerung und übernehmen oft eine innerörtliche und auch überörtliche Image- und Identitätsfunktion für den Stadtteil oder den Ort.
- Gebäude und Einrichtungen, die professionellen Künstlern aus unterschiedlichen Ländern meist in Verbindung mit einem Arbeitsstipendium für eine begrenzte Zeit ein Atelier oder eine Werkstatt und eine Atelierwohnung zur Verfügung stellen, damit die Teilnehmer möglichst in einem international geprägten Umfeld kreativ arbeiten können. Diese Art der Förderung wird als Artist in Residence bezeichnet (Villa Romana in Florenz). Solche Einrichtungen werden oft über Stiftungen finanziert.

## Begriffsabweichungen
Von diesen fünf Charakterisierungen des Künstlerhauses sind zu unterscheiden:
- die Künstlerkolonie: dieser Begriff ist historisch mit außerstädtischen Zusammenschlüssen assoziiert. Gleichwohl übernehmen gegenwärtig eine größere Anzahl von Einrichtungen diese Bezeichnung für sich, die im eigentlichen Sinne als Künstlerhaus bezeichnet werden könnten und ein räumliches und kreatives Zusammenwirken verschiedener Künstler in städtischem Rahmen ermöglichen.
- das Kunsthaus:

- ein solches dient im Sinne eines Ausstellungshauses oder eines Kunstmuseums der Präsentation von Kunstobjekten, nicht jedoch deren Herstellung.
- das Kunst-Haus im Sinne eines Hauses oder Gebäudes als Kunst stellt im Wesentlichen in seiner äußeren Erscheinung die künstlerische Tätigkeit des Architekten oder des Künstlers in den Vordergrund. Kennzeichnend dafür sind exemplarisch eine Reihe von Gebäuden Antoni Gaudís in der Formsprache des Modernisme, oder die schiefwinkligen, teils dekonstruktivistischen Gebäude Frank O. Gehrys oder auch die organische Form- und verspielte Farbsprache Friedensreich Hundertwassers in seinen Entwürfen, z. B. beim Hundertwasser-Haus in Wien.

## Geschichte
Künstlerhäuser entstanden in der Mitte des 19. Jahrhunderts in verschiedenen deutschen Städten. Sie wurden konzipiert von Künstlervereinen, die eine Verbesserung der Vermittlung und Vermarktung von Werken ihrer Mitglieder suchten und für diesen Zweck geeignete Räumlichkeiten einrichteten. Hier konnten einerseits regelmäßige Ausstellungen zu optimalen Bedingungen gefördert, auf der anderen Seite gesellige Zusammenkünfte und Veranstaltungen organisiert werden. Die ersten Künstlerhäuser entstanden 1844 in Stuttgart mit der Glocke und in 1848 gegründet mit dem Malkasten in Düsseldorf. Auch die Künstler in Hannover verfügten bereits seit 1856 über eigene Räumlichkeiten im Museum für Kunst und Wissenschaft, das später den Namen Künstlerhaus erhielt. In der bayerischen Landeshauptstadt München beschäftigte sich ab dem Jahre 1850 der Künstlerunterstützungsverein mit Plänen für ein Künstlerhaus.

## Liste von Künstlerhäusern
Die hier gegebene Auflistung hat nur exemplarischen Charakter:

### In Deutschland
| Ort                         | Name                                           | Gegründet | Bemerkung |
| --------------------------- | ---------------------------------------------- | --------- | --- |
| Ahrenshoop                  | Künstlerhaus Lukas                             |           | |
| Bad Ems                     | Internationales Künstlerhaus Schloß Balmoral   |           | |
| Bamberg                     | Internationales Künstlerhaus Villa Concordia   |           | |
| Berlin                      | Ateliergebäude Bleibtreustraße 7               | 1897      | Umbau 1932 |
| Berlin                      | Ateliergebäude Kantstraße 149                  | 1892      | Wohnungen und Ateliers |
| Berlin                      | Atelierhaus Eisenacherstraße 103               | vor 1903  | Ateliers im Hinterhaus, später zu 15 Atelierwohnungen umgebaut. 1981 Abriss begonnen und besetzt, bis heute bewohnt (Stand: Februar 2019) |
| Berlin                      | Atelierhaus Lützowstraße 82                    | 1890      | Ateliers im Hinterhaus, ab 1907 abschnittsweise zur Fabrik umgebaut, in den 1940ern zerstört |
| Berlin                      | Atelierhaus des Vereins Berliner Künstlerinnen | 1911      | |
| Berlin                      | Bethanien                                      |           | |
| Berlin                      | Künstlerhaus St. Lukas                         | 1890      | |
| Bremen                      | Künstlerhaus Bremen                            | 1992      | |
| Frankfurt am Main           | Künstlerhaus Mousonturm                        | 1988      | |
| Gelsenkirchen               | Künstlersiedlung Halfmannshof                  | 1931      | |
| Dortmund                    | Künstlerhaus Dortmund                          |           | |
| Dresden                     | Künstlerhaus Dresden-Loschwitz                 | 1898      | |
| Düsseldorf                  | Wunderbau                                      | vor 1875  | Ateliergebäude, welches einundzwanzig Künstlern Raum bot. 1943 zerstört. |
| Düsseldorf                  | Künstler Atelier-Haus                          | 1907/1908 | Wurde gestiftet vom Verein der Düsseldorfer Künstler mit Ateliers und Werkstätten für professionelle Künstler gegen eine geringe Miete. |
| Düsseldorf                  | Atelierhaus Franz-Jürgens-Straße 12            | 1936/37   | Das als „Künstlergemeinschaftshaus mit 12 Ateliers und einem Ausstellungsraum“ konzipierte Gebäudeensemble, entstanden zur Reichsausstellung Schaffendes Volk von 1937, befindet sich im Eigentum der Stadt Düsseldorf und ist Bestandteil einer bis heute bestehenden „Künstlersiedlung“ in Düsseldorf-Golzheim. |
| Eckernförde                 | Schleswig-Holsteinisches Künstlerhaus          | 1998      | |
| Edenkoben bei Heidelberg    | Künstlerhaus Edenkoben                         |           | |
| Feldafing bei München       | Künstlerhaus Villa Waldberta                   |           | |
| Föhren bei Trier            | Künstlerhaus ANNAMALT                          | 1997      | Das Künstlerhaus in Föhren/Rheinland-Pfalz ist auch als Graffitihaus bekannt. Nach einem jahrelangen Rechtsstreit über das Graffiti an der Hausfassade entschied das Oberverwaltungsgericht Rheinland-Pfalz in einem Grundsatzurteil, dass es sich bei der Gestaltung um Kunst im Sinne von § Art. 5 Abs. 3 Saz 1 GG handelt 1997 von ANNAMALT (Malerin) und Edward Naujok (Bildhauer, Konzeptkünstler) konzipiert und gestaltet. Seit dem Tod von Edward Naujok 2016 führt ANNAMALT das Künstlerhaus mit eigenem Atelier und vielen Veranstaltungen fort. |
| Gladenbach bei Marburg      | Künstlerhaus Lenz                              |           | |
| Grimma bei Leipzig          | Denkmalschmiede Höfgen                         | 1976      | |
| Hannover                    | Künstlerhaus Hannover                          |           | |
| Hamburg                     | Künstlerhaus Hamburg                           | 1977      | |
| Hamburg                     | Künstlerhaus Sootbörn                          |           | |
| Karlsruhe                   | Künstlerhaus Karlsruhe                         | vor 1907  | |
| Kempten                     | Künstlerhaus Kempten                           | 2004      | |
| Krefeld                     | Künstlerhaus Krefeld                           |           | |
| Leipzig                     | Künstlerhaus (Leipzig)                         | 1900      | 1943 zerstört |
| Mannheim                    | Künstlerhaus zeitraumexit                      | 2000      | |
| Marktoberdorf               | Künstlerhaus Marktoberdorf                     | 2001      | |
| Meinersen                   | Künstlerhaus Meinersen                         | 1989      | |
| München                     | Künstlerhaus am Lenbachplatz                   | 1900      | |
| München                     | Künstlerhaus der Landeshauptstadt München      | 1980      | |
| Neumünster                  | Künstlerhaus Stadttöpferei Neumünster          | 1987      | |
| Nürnberg                    | Künstlerhaus Nürnberg                          |           | |
| Regensburg                  | Künstlerhaus Andreasstadel                     | 2004      | siehe Salzstadel (Stadtamhof) |
| Rheda-Wiedenbrück           | Künstlerhaus Wiedenbrück                       |           | |
| Saarbrücken                 | Saarländisches Künstlerhaus                    |           | |
| Lauenburg/Elbe              | Künstlerhaus Lauenburg                         | 1986      | |
| Schöppingen nahe Münster    | Stiftung Künstlerdorf Schöppingen              |           | |
| Stuttgart                   | Künstlerhaus Stuttgart                         | 1978      | |
| Weimar                      | Künstlerheim Weimar                            | 1887      | 1945 zerstört |
| Wiepersdorf südlich Berlins | Künstlerhaus Schloss Wiepersdorf               |           | |
| Wustrow                     | Künstlerhof Schreyahn                          |           | |

### In Österreich
| Ort        | Name                    | Gegründet | Bemerkung |
| ---------- | ----------------------- | --------- | --------- |
| Bregenz    | Künstlerhaus Bregenz    | 1984      |           |
| Klagenfurt | Künstlerhaus Klagenfurt |           |           |
| Salzburg   | Künstlerhaus Salzburg   | 1885      |           |
| Wien       | Künstlerhaus Wien       | 1868      |           |
| Graz       | Künstlerhaus Graz       | 1952      |           |

### In der Schweiz
| Ort    | Name                    | Gegründet | Bemerkung                                                          |
| ------ | ----------------------- | --------- | ------------------------------------------------------------------ |
| Boswil | Künstlerhaus Boswil     | 1954      |                                                                    |
| Luzern | Atelierhaus Blaesi      | 1938      | Wohnatelier von August Blaesi                                      |
| Zürich | Atelierhaus Wuhrstrasse | 1953/1954 | Baugenossenschaft Maler und Bildhauer, 8 Wohnungen und 12 Ateliers |

### Sonstige Staaten
| Staat      | Ort   | Name          | Gegründet | Bemerkung                                                         |
| ---------- | ----- | ------------- | --------- | ----------------------------------------------------------------- |
| Frankreich | Paris | Bateau-Lavoir | 1892      | 1970 ausgebrannt, 1978 renoviert                                  |
| Frankreich | Paris | La Ruche      | 1902      | Gebäude ursprünglich für die Weltausstellung Paris 1900 errichtet |